# Ezetimibe/atorvastatin
Ezetimibe/atorvastatin (tên thương mại Liptruzet, Atozet) là một loại thuốc kết hợp làm giảm cholesterol. Tại Hoa Kỳ, nó đã được Cục Quản lý Thực phẩm và Dược phẩm Hoa Kỳ phê duyệt vào tháng 5 năm 2013 để điều trị tăng lipoprotein mật độ thấp (LDL) ở những bệnh nhân bị tăng lipid máu nguyên phát hoặc hỗn hợp như là liệu pháp bổ trợ cho chế độ ăn uống. Nó cũng đã được phê duyệt để giảm cholesterol toàn phần và tăng LDL ở những bệnh nhân được chẩn đoán mắc chứng tăng cholesterol máu gia đình đồng hợp tử như một phương pháp điều trị bổ trợ cho các phương pháp điều trị tăng lipid máu khác.
Một số bác sĩ tim mạch phản đối sự chấp thuận, vì sự kết hợp làm giảm cholesterol LDL trong một thử nghiệm lâm sàng, nhưng nó không làm giảm bệnh tim. Một thử nghiệm lâm sàng nghiên cứu các điểm cuối của các cơn đau tim, đột quỵ và tử vong liên quan đến tim dự kiến sẽ kết thúc vào năm 2014.
Liptruzet đã bị nhà sản xuất rút khỏi bán vào tháng 6 năm 2015 nhưng không phải vì lý do an toàn hay hiệu quả.

## Cơ chế hoạt động
Thuốc kết hợp này có tác dụng làm giảm mức cholesterol thông qua hai con đường khác nhau. Thành phần ezetimibe của thuốc hoạt động bằng cách ức chế sự hấp thụ cholesterol từ thực phẩm trong khi thành phần atorvastatin ức chế sản xuất cholesterol nội tại gan.

## An toàn
- Thuốc không an toàn để sử dụng ở những bệnh nhân mắc bệnh gan đang hoạt động hoặc tăng cao kéo dài không giải thích được trong transaminase gan.
- Phụ nữ đang mang thai hoặc có thể mang thai không nên sử dụng thuốc. Nó là một tác nhân gây quái thai có thể phá vỡ sự tăng trưởng và phát triển của thai nhi. Cần ngừng thuốc ngay lập tức ở những bệnh nhân có thai trong khi dùng thuốc này.

## Tác dụng phụ
Các tác dụng phụ thường được báo cáo bao gồm:
- Đau cơ xương khớp
- Men gan cao (AST và ALT)
- Các vấn đề về đường tiêu hóa như đau bụng và buồn nôn